# U-1407
O Unterseeboot 1407 foi um submarino alemão da classe Tipo XVIIB que serviu na Kriegsmarine durante a Segunda Guerra Mundial.
O submarino foi uma embarcação utilizada em testes e desenvolvimento tecnológico, e não participou de patrulhas de guerra.
Comissionado em 13 de março de 1945, o barco se rendeu em 5 de maio do mesmo ano na base de Cuxhaven, Alemanha, juntamente com todos os demais navios aportados naquele local.